# Garnahowit
Garnahowit – wieś w Armenii, w prowincji Aragacotn. W 2011 roku liczyła 391 mieszkańców.